# Abbaye Saint-Sauveur de Redon
Pour les articles homonymes, voir Abbaye Saint-Sauveur et Saint-Sauveur.
L’abbaye Saint-Sauveur de Redon, fondée en 832 par Conwoïon et reconnue le 18 juin 834 par Nominoë, est une ancienne abbaye bénédictine de Bretagne à Redon, dans le département d'Ille-et-Vilaine, dépendante de l'ancien diocèse de Vannes. La fondation eut lieu sous le règne de Louis le Pieux († 840) qui soutenait intensivement le développement du monachisme.
Cette abbaye fait l’objet d’un classement au titre des monuments historiques depuis le 9 octobre 1990. Plus anciennement, l'église attenante fait l’objet d’un classement au titre des monuments historiques par la liste de 1862. Le clocher isolé fait l’objet d’un classement au titre des monuments historiques depuis 1875.

## Historique

### Sources
L'histoire des origines de l'abbaye, depuis sa fondation en 832 et jusqu'à la mort de saint Conwoïon en 868, nous est connue par un texte composé à la fin du IXe siècle, assez peu de temps après cette dernière date et intitulé Gesta sanctorum Rotonensium. Il est divisé en trois livres :
- le premier est consacré à la fondation de l'abbaye ;
- le second à la vie des moines du vivant de Conwoïon, aux miracles qu'ils opéraient, et à l'acquisition de reliques (notamment celle du pape saint Marcellin, que l'abbé obtint au cours d'une visite à Rome en 848) ;
- le troisième aux miracles produits par les reliques, faisant de l'abbaye, selon l'auteur, un lieu de pèlerinage de premier plan.

Il existe un deuxième texte, plus bref et plus diffusé, intitulé la Vita Conuuoionis, qui est une réécriture du premier sous la forme plus classique d'une vie de saint (avec une inflexion dans la présentation de certains faits, notamment une certaine hostilité n'existant pas dans les Gesta pour l'élément breton), et qui date sans doute du milieu du XIe siècle.
Selon Ferdinand Lot, l'auteur des Gesta serait Ratvili, moine de Saint-Sauveur, puis évêque d'Aleth à partir de 866, qui présida aux funérailles de Conwoïon en janvier 868, et auquel le diacre Bili, plus tard son successeur comme évêque d'Aleth, dédia sa Vie de saint Malo ; Ratvili aurait écrit le texte au lendemain de la mort de Conwoïon, en tout cas avant 876 (il est à cheval sur la titulature, et qualifie à deux reprises Charles le Chauve de « roi des Francs » et non « empereur », ce qu'il est devenu le 25 décembre 875 par son couronnement à Rome par le pape). Mais la récente éditrice du texte, Caroline Brett, est beaucoup plus prudente : elle date seulement le texte d'entre 868 et 917/920 (époque de l'abandon momentané de l'abbaye à cause des ravages causés par les Normands), et n'avance aucun nom d'auteur.

### Une communauté menée par Conwoïon
Alors qu'il est nommé archidiacre, Conwoïon quitte Vannes, avec cinq compagnons, pour fonder ce qui deviendra l'abbaye Saint-Sauveur à Redon. Au départ, c'est un établissement modeste, dont les bâtiments sont construits grâce à la générosité de Ronwallon, personne aisée, qui fait don aux moines des matériaux de construction de sa maison pour qu'ils puissent bâtir leur oratoire. Les cofondateurs de l'abbaye Saint-Sauveur de Redon sont Tethwin, Gerfroi, Fivetein, Conhouarn, Condéloc, Riowen et Lohémel.
L'établissement de la règle de Saint-Benoît est rendue possible grâce à la présence de Gerfroi, qui a d'abord commencé par suivre la règle bénédictine au monastère de Saint-Maur-sur-Loire situé sur la commune du Thoureil, en Anjou avant de s'installer dans un ermitage en Bretagne. C'est là où il décide de rejoindre la communauté fédérée autour de Conwoïon. Il reste deux ans à Redon, pour aider à l'installation de la règle de Saint-Benoit, puis retourne au monastère de Saint-Maur où il finit ses jours. Fiveten, qui est un ami de Gerfroi, rejoint la communauté à la demande de Nominoë, après avoir hésité à réaliser des pèlerinages. Il y reste jusqu'à sa mort. Il se lie d'amitié avec Conhoyarn, qui était notamment réputé pour les soins qu'il prodiguait aux étrangers, aux pauvres et aux infirmes, que la communauté recevait dans un hospice voisin du monastère.

### Appui de Nominoë
Leur souhait c'est de créer une abbaye carolingienne sur la frontière de la Bretagne. C'est pourquoi l'acte de fondation (832) se termina ainsi : «... Le prêtre Retuuoret. Fait le quatrième jour du mois de juin, dans le règne du seigneur Louis, la dix-neuvième année de son règne. »
Ils trouvent dans l'actuelle ville de Redon, un site propice, à la confluence de l'Oust et de la Vilaine, dans un lieu nommé Roton, qui appartient à un machtiern.
Peu de temps après, en septembre ou octobre 832, Conwoïon part pour le Limousin demander à l’empereur d’accorder la sauvegarde de l’emplacement de Redon au monastère mais il rencontre l’opposition du comte Ricuin de Nantes et surtout de Rainier ou Ragenaire, évêque de Vannes. Conwoïn rencontre à nouveau l’empereur à Tours en novembre de la même année. Conwoïon demande à Lohemel qui est à la fois prêtre mais aussi, avocat, de se rendre à Vannes demander la protection royale, il plaide la cause des moines. La fondation est rendue possible grâce à l'intervention de Nominoë, qui autorise le machtiern nommé Ratvili, seigneur local et propriétaire des lieux, à céder ses terres aux moines. Il y ajoute, en plus, le territoire de Ros qu'environnent les deux rivières de l'Oust et de la Vilaine.
En juin 834, Nominoë vient d'apprendre la déposition de Louis, à Saint-Médard de Soisson, un an auparavant. Il reconnaît alors l’abbaye de Redon, au contraire de l'empereur qui refusait la concession des terres. La charte de concession, rédigée dans l'abbaye de Redon, le 14 des kalendes de juillet, accorde aux moines bénédictins le territoire disputé. Dans le palais impérial d'Attigny, Nominoë et Conwoïon sont reçus par le monarque, en présence de deux évêques de Bretagne. L'un d'eux, Ermor, évêque d'Alet, intervient en faveur des moines, auprès du monarque, qui finit par céder à l'abbaye de Saint-Sauveur, la paroisse de Bain et celle de Langon. La charte qui est signée également par Rénier.
En 836, grâce à l'appui de Nominoë et au travail diplomatique de Conwoïon, Louis le Débonnaire accède aux demandes de l'abbé de Redon, et ajoute au domaine de l'abbaye, les trois paroisses de Renac, Platz et Arthon.
Le 27 novembre, Louis le Pieux reconnaît l’abbaye grâce à l’intervention de Ermor, évêque d’Aleth et de Félix, évêque de Quimper, qui ont fortement plaidé en la faveur de Conwoïon. Une première église, consacrée à saint Étienne, est construite vers 848 à l'est de l'église actuelle, surplombant la Vilaine.

### Charte de fondation de l'abbaye (4 juin 832)

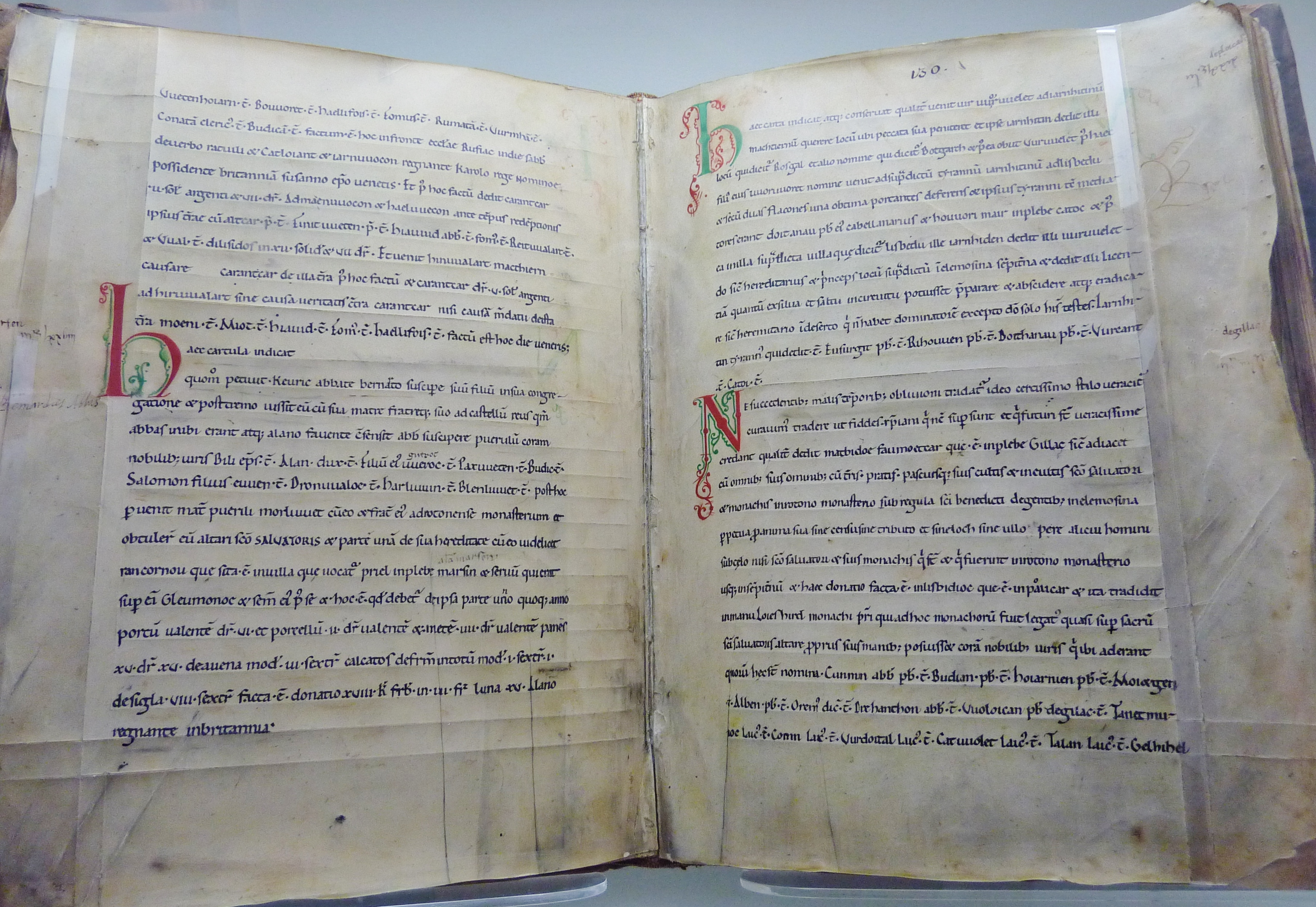
Deux pages du cartulaire de l'abbaye Saint-Sauveur de Redon (Musée de Bretagne, Rennes).

### De nombreuses donations
La fondation et l'entretien de l'abbaye s'est largement appuyée sur les donations des nobles de la région et des nombreux petits seigneurs locaux dénommés machtierns. Parmi eux les sources identifient :
- Artwolau ;
- Condeloc, proche du comte Gui II de Vannes, machtiern à Carentoir ;
- Conhoiarn, machtiern à Comblessac ;
- Cundeleus ;
- Cunneus;
- Guincalon, ami et conseiller de Rorgon, machtiern de la paroisse primitive d’Acalm (Augan) ;
- Louhemel ;
- Riowen ;
- Riwalt, important machtiern à Wominet (Guillac), Alcam (Augan) et Campénéac ;
- Riwelen;
- Tethwiu ;
- Wentenwion...

Avant que le monastère ne devienne prospère, Conwoïon et ses collègues subirent une menace considérable. Dans les années 860, les vikings attaquaient les régions littorales tandis que les princes bretons n'étaient pas capables de défendre leurs terrains. C'est la raison pour laquelle les religieux se déplacèrent dans les zones forestières. Protégés par Salomon de Bretagne († 874), ils s'installèrent à Maxent où saint Conwoïon décéda le 5 janvier 868. Une nouvelle église est alors construite par l'abbé Ritcand (868-871), à peu près à l'emplacement de l'église actuelle.

### Un essor à partir duXIesiècle
L'abbaye connait son apogée à la fin du XIe siècle et au cours du XIIe siècle ; elle régente 27 prieurés et 12 paroisses dans toute la Bretagne. On y vient en pèlerinage. Par exemple en 1050, Draolius, seigneur du Migron (en Frossay), se rendit en pèlerinage à l'abbaye Saint-Sauveur de Redon et donna le prieuré de Sainte-Marie, aujourd'hui entièrement détruit ainsi que sa chapelle, aux moines de cette abbaye.

« Nous, Draolius, fils de Frédur, seigneur du château du Migron, considérant l'énormité de nos péchés et le peu de séjour et demeure que nous avons en ce siècle, où nous n'avons apporté aucune chose, et d'où nous sortirons les mains nettes et vides, fors ce que, sur l'espérance et attente d'une récompense et d'une rétribution éternelle, nous aurons donné, départ et élargi au trésor céleste par les mains des pauvres, et pareillement (...) pour le bien, augmentation et entretenement du service divin, en notre mère la sainte Église ; (...) nous avons entrepris le voyage de Saint-Sauveur de Redon par forme de pèlerinage, accompagné d'Oredienne, notre femme et compagne, et de nos deux enfants, Rivalon et Hellegron. »

L'établissement devait suivre le mouvement de la réforme grégorienne, inaugurée par le pape Léon IX. Entre 1073 et 1084, l'abbaye Saint-Sauveur réussit à obtenir une bulle du pape Grégoire VII qui était personnage principal de cette réforme, grâce à laquelle le monastère conservait sa liberté de l'élection d'abbé, sous le droit de la sainte Église romaine. En revanche, l'exemption épiscopale n'était pas assurée. La nef est reconstruite à cette époque, mais des portions de murs de l'église du IXe siècle pourraient subsister dans le mur du collatéral nord. Au cours du XIIe siècle, l'abbé Hervé restaure l'abbatiale et fait construire la tour de croisée.
Puis, à la suite de la demande de l'abbaye, le pape Eugène III expédia, le 24 juin 1147, une bulle confirmant l'ensemble des vastes possessions de celle-ci, prieurés, églises, biens, dans toute la Bretagne.

### Des enjeux politiques

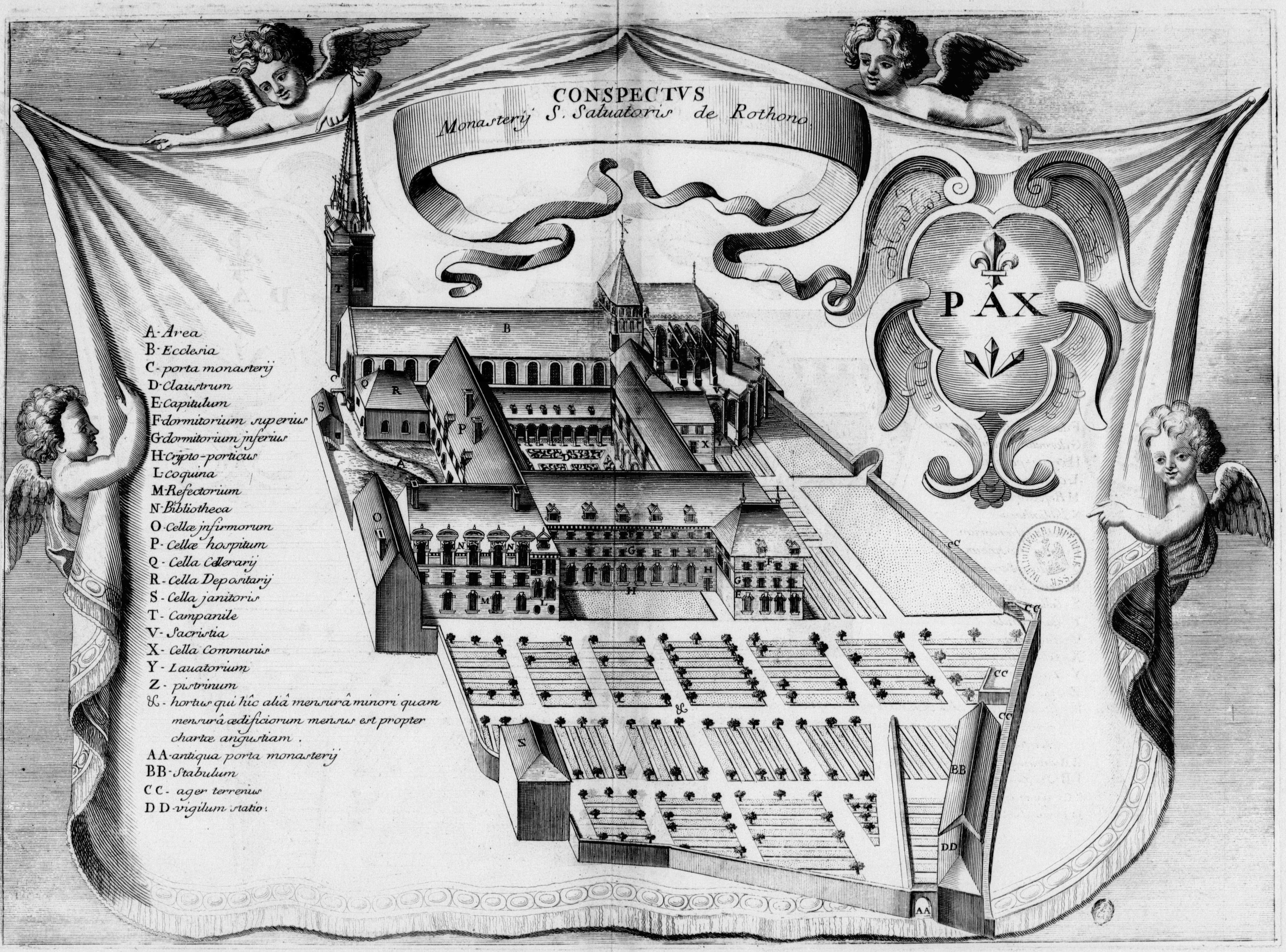
Abbaye Saint-Sauveur au XVIIe siècle (vers 1670 - 1680) dans le Monasticon Gallicanum. Il est possible qu'il s'agisse d'une image idéalisée au lieu de la réalité des lieux.

Dès le XIIIe siècle, le monastère connaissait de plus en plus des difficultés. De fait, dans les archives, il reste peu de documents au regard du XIIIe siècle, y compris la chronologie des abbés. Au cours de la deuxième moitié du XIIIe siècle, de nouveaux travaux ont lieu dans l'abbatiale : le chevet roman cède la place au chevet gothique actuel, influencé par le style gothique normand. Un clocher s'ajoute à la façade au début du XIVe siècle.
Il est évident que progressait l'autorité ducale à Redon, à partir du siècle suivant.
Le bourg de Redon demeurait, auparavant, ville abbatiale, bénéficiant des privilèges ainsi que de la liberté. En 1398, les officiels ducaux commencèrent à contester sa franchise fiscale. Comme les moines ne purent trouver aucun document dans les archives pour résister à cette contestation, la franchise devint difficile à conserver. En 1406, le duc Jean V expédia un mandement portant sur le droit de ban et étanche du sel. Dès le XVe siècle, il s'agissait d'une des villes ducales, dans laquelle le duc pouvait séjourner et où les États s'assemblaient.
Tout comme sa fondation, l'abbaye bénéficia en 1461 de sa situation géographique. Le nouveau roi de France depuis deux mois et demi Louis XI octroya 600 écus d'or à son couvent, par lettre patente datée d'Amboise le 3 novembre, étendant ainsi son influence politique en Bretagne.
En 1622, Armand Jean du Plessis de Richelieu est nommé abbé commendataire du monastère. Il lance une grande campagne de travaux qui reconstruit entièrement les bâtiments conventuels, sous la direction de l'architecte et moine bénédictin mauriste Dom Denys Plouvier. L'abbaye de Redon perd ensuite son indépendance, en devenant le 26e monastère de la congrégation de Saint-Maur. À partir de cette année 1628, les Mauristes commencèrent à arriver en Bretagne. Mais l'abbaye de Redon réunissait encore, dans les années 1670 et jusqu'à la fin de ce siècle, 36 monastères en Bretagne. En 1780, un incendie ravage les parties occidentales de la nef, ce qui conduit à la raccourcir et à en séparer le clocher.

### Ouverture d'un collège puis du lycée actuel
L'origine du collège remonte en 1804. Lefranc, prêtre et ancien professeur du collège de Vannes, fut nommé principal d'un petit collège municipal dans l'ancienne abbaye. Puis, en 1839, les Eudistes achètent les bâtiments conventuels et les transforment en lycée, affectation qu'ils ont gardée depuis.

## Architecture
Aux parties anciennes du XIe siècle, s'ajoutent des constructions du XIIe siècle (transept) et du (cloître). Des fresques médiévales ont été mises au jour lors de restauration en 1950 et les vitraux contemporains, sont du maître verrier Jean-Jacques Grüber. La tour de croisée, à deux étages, est une des plus belles constructions romanes qui soit en Bretagne.

### Le cloître
Le cloître est construit au XVIIe siècle sous le commandement de Richelieu. il présente des portes surmontées de riches frontons ornés des armes de France, de Bretagne et de la Congrégation de Saint-Maur et de Richelieu.

Une rénovation complète du cloître a eu lieu de 2009 à 2016.

### Bâtiments conventuels
Ils sont transformés en collège et lycée privés. C'est sur l'orgue de la chapelle du collège que le musicien Pierre Pincemaille a découvert l'orgue à la fin des années 1960, grâce à son oncle, le père eudiste Paul Pincemaille, économe au collège.

### Salle capitulaire
Aujourd'hui transformée en chapelle dite de la Congrégation (ancienne salle capitulaire)

### Souterrain
Un souterrain reliant le cloître à la Vilaine (visites uniquement lors des Journées du Patrimoine)

## Sceaux
Des sceaux sont conservés, ayant appartenu à l'abbaye de Redon. L'un représente une rosace, et deux roses, avec une R au pied de la crosse à droite. L'autre représente une crosse et deux palmes.

## Cartulaire
Datant des VIIIe siècle et XIIe siècle, il est aux Archives historiques du diocèse de Rennes. Il est constitué de 147 parchemins, relatant les textes de 391 actes écrits entre ces deux périodes.

## Terriers, revenus, dépendances
- Abbaye Notre-Dame de la Chaume, les moines de Redon installent en 1055, sur les terres de la Chaume près Machecoul, un prieuré qui deviendra abbaye.

### Archives
- Ordonnance de l’intendant pour l’expulsion des pèlerins et la fermeture nocturne de l’abbaye. Datée du 3 juillet 1735. Fonds de l’Intendance de Bretagne aux Archives départementales d'Ille-et-Vilaine, cote C 26.
- 23 images sur la base Mistral